# Stutz Bearcat (1979)
Stutz Bearcat – samochód osobowy klasy luksusowej produkowany pod amerykańską marką Stutz w latach 1979–1992.

## Historia i opis modelu

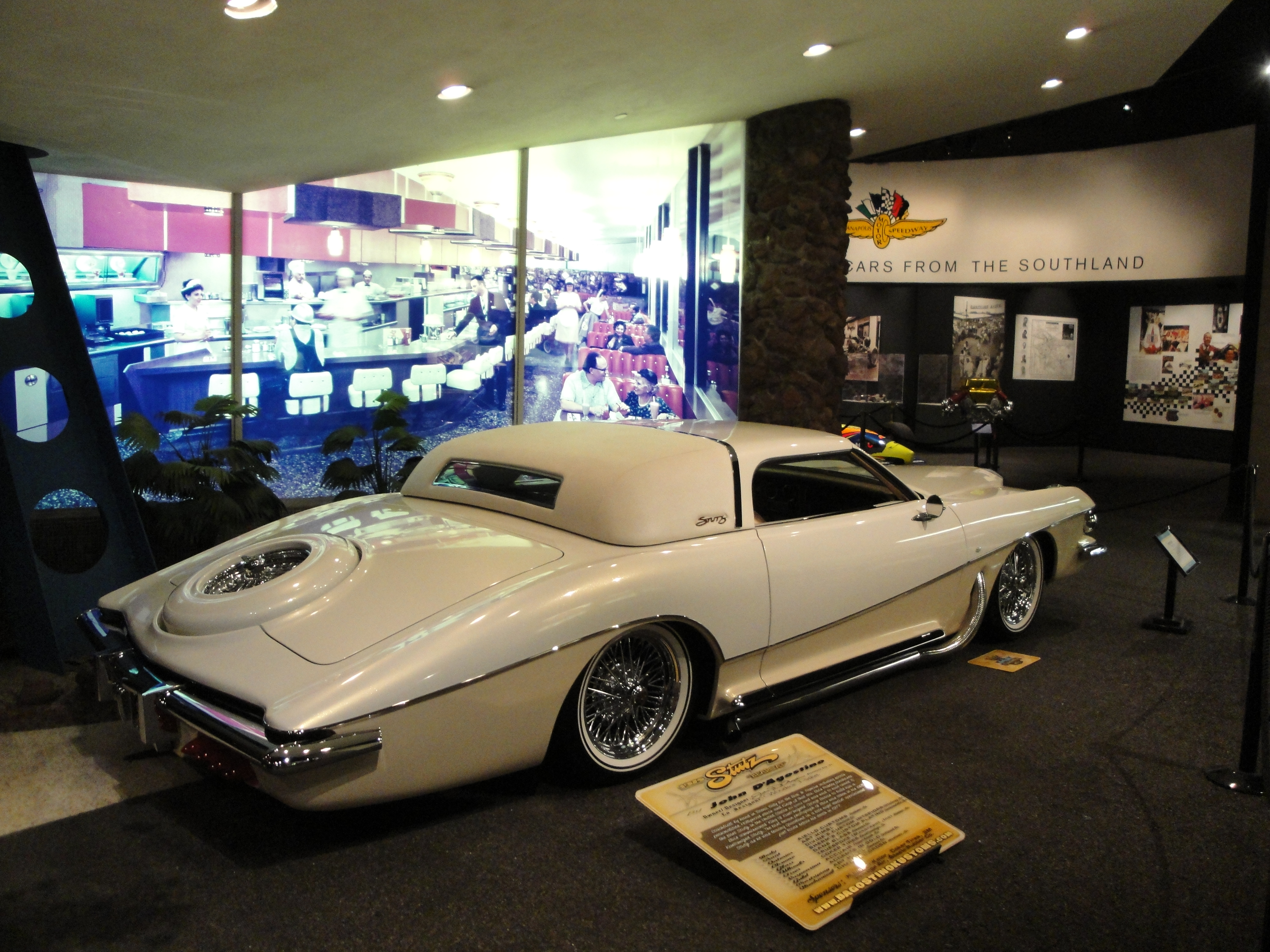
Stutz Bearcat - tył

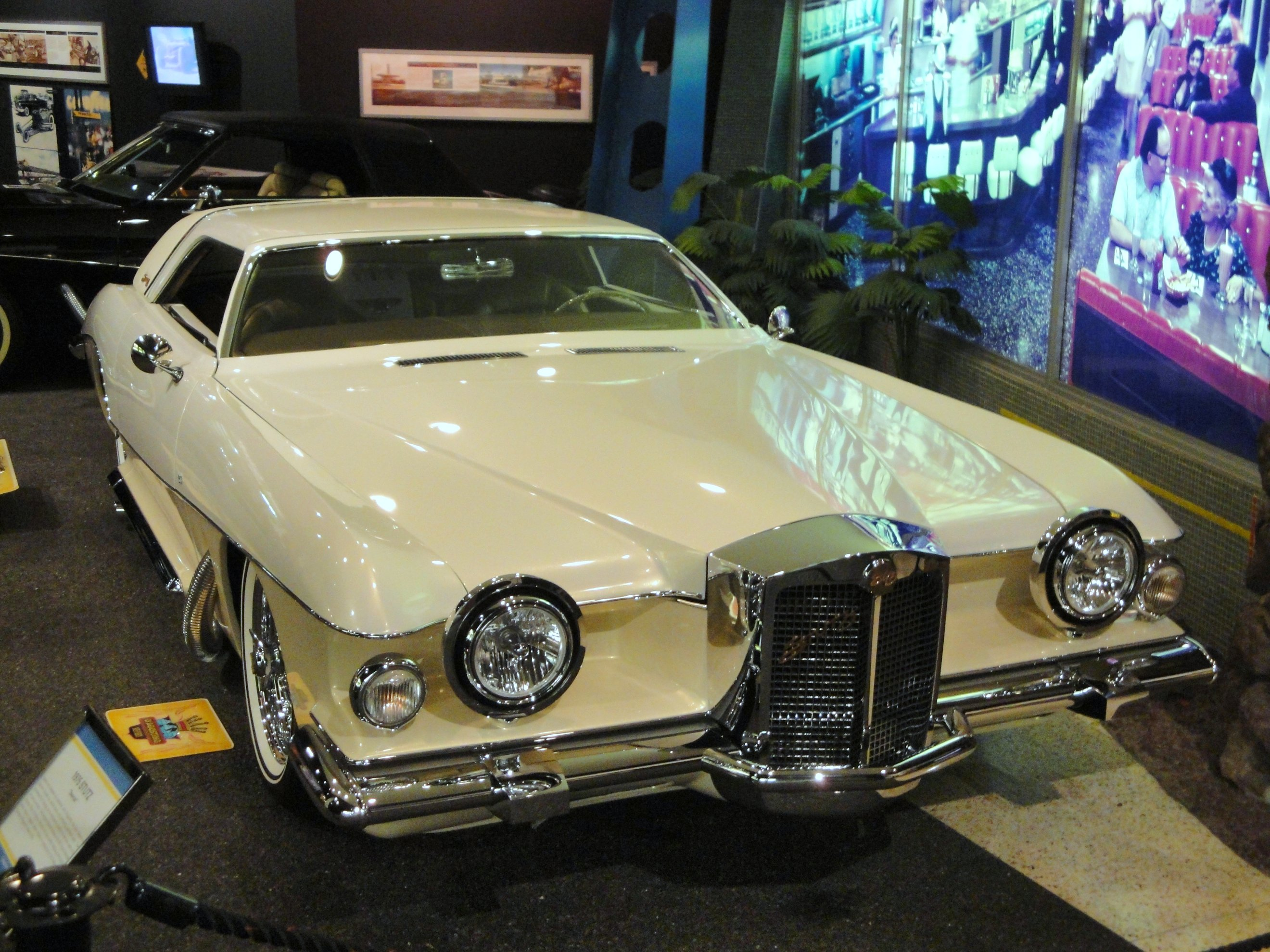
Stutz Bearcat w muzeum

Stutz opracował model Bearcat jako uzupełnienie swojej oferty modelowej składającej się na przełomie lat 70. i 80. XX wieku jeszcze z limuzyny IV-Porte i coupe Blackhawk, samemu będąc masywnym, dwudrzwiowy kabrioletem.
Za awangardowy projekt stylistyczny utrzymany w estetyce neoklasycyzmu odpowiedzialny był autor wszystkich projektów firmy Stutz, Virgil Exner. Samochód wyróżniał się awangardową stylistyką bogatą w chrom, a także pas przedni zdobiony przez chromowany wlot powietrza o wąskim kształcie i pionowym ułożeniu. Do napędu Stutza Bearcata służył silnik V8 charakteryzujący się mocą 185 KM, który posiadał pojemność skokową 6,6 litra.

### Sprzedaż
Choć proces konstrukcyjny Bearcata rozpoczął się w połowie lat 60. XX wieku, to po zbudowaniu prototypów z końcem roku 1969 firma Stutz była w stanie wdrożyć do produkcji seryjny model dopiero 10 lat później. Produkcja trwała aż do schyłkowego momentu istnienia firmy, do początku lat 90. XX. Łącznie zbudowano 13 egzemplarzy ściśle limitowanego kabiroletu.

### Silniki
- V8 6.6l 185 KM